# Юськаси (Моргауський район)
Юська́си (рос. Юськасы, чув. Йÿçкасси, Йӳçкасси Шетмĕ) — село у Чувашії Російської Федерації, центр Юськасинського сільського поселення Моргауського району.
Населення — 379 осіб (2010; 354 в 2002, 223 в 1979; 398 в 1939, 280 в 1926, 255 в 1906, 113 в 1858). У національному розрізі мешкають чуваші та росіяни.

## Історія
Історичні назви — Юсь, у 18 столітті — виселок Преображенське, Сорма. До 1866 року селяни мали статус державних, займались землеробством та тваринництвом. Діяла церква Святого Миколая Чудотворця (1898–1936). 1932 року створено колгосп «МТФ». До 1927 року село перебувало у складі Чувасько-Сорминської волості Ядрінського повіту. З 1 жовтня того ж року увійшли до складу Аліковського району, 1944 року — до складу Моргауського, 1959 року — повернуто до складу Аліковського, 1962 року — до складу Чебоксарського, 1964 року — повернуто до складу Моргауського району. У період 1927–1966 років село мало статус присілка.

## Господарство
У селі діють школа, дитячий садок, кабінет лікаря загальної практики, аптека, бібліотека, клуб, пошта та відділення банку, стадіон, церква Вознесення Господнього (з 2008 року), 4 магазини, кафе.